# I’m a Stranger Here Myself

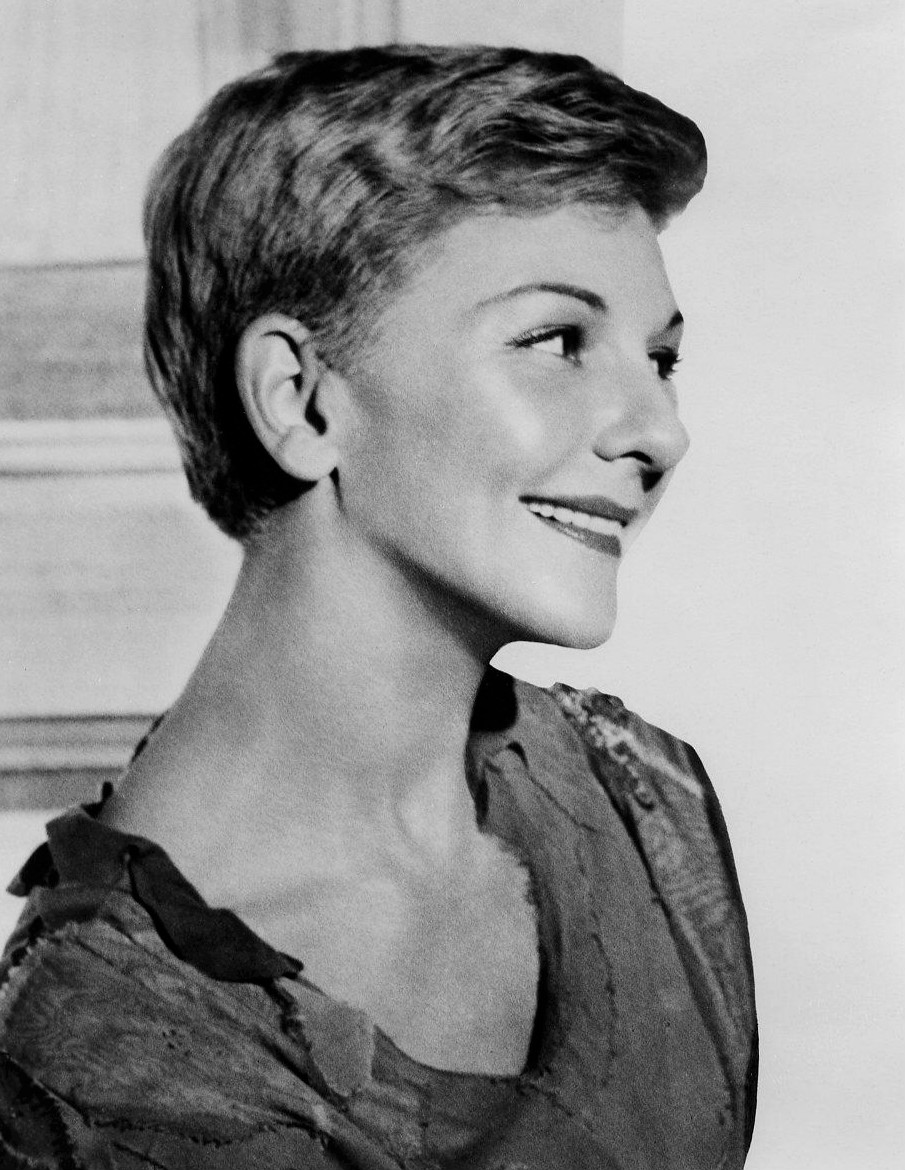
Mary Martin sang I'm a Stranger Here Myself als erste Sängerin am Broadway

I’m a Stranger Here Myself (Ich bin hier selbst ein Fremder) ist ein Song aus dem Musical One Touch of Venus von Kurt Weill (Musik) und Ogden Nash (Text) aus dem Jahre 1943. Er ist geschrieben für die Hauptfigur Venus, eine Marmorskulptur, die durch den Kuss eines Mannes zum Leben erwacht. Komponiert wurde der Song für eine Mezzosopranstimme mit Orchester und erfreut sich auch bei klassischen Sängerinnen großer Beliebtheit. Er wird oft als Zugabe bei Konzerten gegeben und gehört zu den oft gespielten Jazzstandards. In den Aufführungen des Musicals im Imperial Theatre am New Yorker Broadway von 1943 bis 1945 sang die Schauspielerin und Sängerin Mary Martin mit großem Erfolg diese Musiknummer.

## Musikalischer Aufbau
Das Lied erzählt von den Reflexionen einer Frau, die sich nicht sicher ist, ob ihre Liebe zu einem Mann ernst genommen und erwidert wird. Es besteht aus sieben Strophen in einem langsamen Blues-Rhythmus, von denen fünf mit der Refrainwendung „I'm a stranger here myself“ enden. Es dauert gut drei Minuten. Kurt Weill komponierte die Melodie in der Tonart g-Moll und sah als Tempo Moderato assai (sehr mäßig) vor. Das Stück besteht aus 76 Takten, die durch Synkopen eine rhythmische Spannung erhalten. Nach einer instrumentalen Einleitung von zwei Takten in der Tonstärke {\displaystyle m\!f} (mezzoforte) setzt die Singstimme zunächst {\displaystyle p} (piano, leise) ein: „Tell me, is love a popular suggestion, or merely an obsolete art?“ Die Sängerinnen verändern entsprechend ihrer schauspielerischen Interpretation der Musicalfigur Venus die Dynamik des Songs mehrfach. In der Regel wird der letzte Satz des Textes, der Refrain, in aufsteigender Melodie, im Gegensatz zu Weills Notation, in der Art eines musikalischen Finales tonstark und triumphierend dargeboten, unterstützt vom Orchester in einem Tutti, das mit einem dreitaktigen Nachspiel das Stück beendet.

## Interpretationen (Beispiele)
Zahlreiche Sängerinnen interpretierten diesen Weill-Song, und in vielen Arrangements und Instrumentierungen wird er immer wieder aufgeführt. In Begleitung mit Kammerorchester sang die Sopranistin Teresa Stratas den Song; neuere Interpretationen stammen von der schwedischen Mezzosopranistin Anne Sofie von Otter 2006, und eine eigenwillige Interpretation für Singstimme und Akkordeon lieferte die flämische Sängerin Sarah Algoet 2010 mit dem Akkordeonisten Ludo Mariën. Aus dem Bereich der Jazz- und Rockmusik liegen Einspielungen von Dee Dee Bridgewater, Toto Blanke, Helen Schneider und Ute Lemper vor. Meist ist „I’m a Stranger Here Myself“ jedoch in der klassischen Besetzung Singstimme mit Klavierbegleitung zu hören.